# Parafia Wszystkich Świętych w Słupi pod Kępnem
Parafia Wszystkich Świętych w Słupi pod Kępnem – parafia rzymskokatolicka, znajdująca się w diecezji kaliskiej, w dekanacie Kępno.